# Carlo Gallavotti
Carlo Gallavotti (Cesena, 23 gennaio 1909 – Roma, 9 febbraio 1992) è stato un filologo classico e grecista italiano.

## Biografia
Figlio di Giuseppe Gallavotti e Immacolata Lopiano, dopo la grande guerra frequentò l'Università di Bologna, dove si laureò in Lettere nel 1929. Successivamente si specializzò a Torino e a Firenze, dove ebbe come maestri Augusto Rostagni e Giorgio Pasquali per la filologia classica, Girolamo Vitelli e Medea Norsa per la papirologia ed Enrico Rostagno per la paleografia.
Nel 1932-33 sostituì il suo maestro Pasquali a Firenze. Nel 1934 vinse una borsa di perfezionamento presso l'Università di Roma. Dopo aver insegnato nei licei di Pinerolo, Perugia e Bologna (dove fu, tra l'altro, insegnante di Pier Paolo Pasolini), nel 1939 ebbe un incarico all'Officina dei papiri ercolanesi della Biblioteca Nazionale di Napoli e, negli anni successivi, tenne corsi di filologia classica e bizantina all'Università di Napoli, nonché di letteratura greca, grammatica greca e latina e papirologia all'Università di Bari. Nel 1946 ottenne la cattedra di letteratura greca all'Università di Catania. Nello stesso anno vide la luce l'edizione di Teocrito, cui lavorava dal 1934, e infine nel 1949 fu chiamato dall'Università di Roma come successore di Gennaro Perrotta; qui insegnò fino al collocamento a riposo nel 1979.
Socio corrispondente dell'Accademia dei Lincei dal 1957, fu membro di numerose istituzioni culturali, direttore della Rivista di filologia classica (1963-1966) e dell'Istituto per gli studi micenei ed egeo-anatolici che insieme a Giovanni Pugliese Carratelli e Piero Meriggi aveva contribuito a fondare, e confluito nel 2013 nell'Istituto di studi sul Mediterraneo antico.
Era padre del fisico e matematico Giovanni Gallavotti.

## Attività di ricerca
L'autore d'elezione di Gallavotti fu Teocrito, di cui produsse un'edizione critica rimasta in gestazione per quindici anni, e in generale i suoi interessi di studio furono rivolti principalmente a due grandi settori di ricerca: la poesia ellenistica e la teoria letteraria antica. In quest'ultimo campo s'inserisce il lungo interesse per la Poetica di Aristotele, di cui affrontò questioni interpretative e testuali; nel 1974 ne produsse l'edizione critica per la collana Scrittori greci e latini della Fondazione Lorenzo Valla.
Per quanto riguarda la poesia ellenistica, a fianco degli studi callimachei si colloca la già citata edizione di Teocrito, che farà da base per le successive edizioni curate da A.S.F. Gow: quella oxoniense del 1950 (19522), con commento, del solo Teocrito, e quella per la serie, sempre oxoniense, OCT del 1952, del solo testo di tutti i Bucolici Graeci. Di Teocrito, Gallavotti indagò anche la fortuna bizantina, studiandone l'edizione di Manuele Moscopulo e la fortuna da Planude alla princeps a stampa.
Gallavotti fu poi perennemente attento alle novità. Si occupò, per tutta la carriera, di papirologia e di nuovi testi noti attraverso i papiri, in particolar modo la poesia lesbica e Menandro, occupandosi, sul primo fronte, di papiri di Saffo (per esempio quelli del fondo Vogliano dell'Università di Milano) e dell'ostracon di Firenze (fr. 2 Voigt = 2 Lobel-Page = Papiri della Società Italiana, vol. XIII, n. 1300); sul secondo, curando edizioni del Dyskolos e del Sicyonus. Colse al balzo le opportunità aperte dalla decifrazione del miceneo ad opera di Michael Ventris (1952), e curò lo studio e la lettura commentata di testi micenei, oltre ad attivarsi perché la nuova lingua entrasse nei programmi universitari (tra i suoi allievi, le linguiste Anna Morpurgo Davies e Anna Sacconi); curò l'edizione di iscrizioni micenee e studiò il rapporto tra il miceneo e la lingua omerica. Negli anni romani si occupò ampiamente sia di Empedocle, producendone tra l'altro un'edizione critica (sempre per la collana della Fondazione Valla, 4ª ed. 1991) sia di epigrafia greca e latina. Non va, infine, dimenticata la serie di saggi Planudea, apparsa in dieci puntate sul Bollettino dei Classici dal 1959 al 1990.
La sua bibliografia, che ammonta a oltre 300 titoli, apparve postuma nel 1994 nella «Rivista di Cultura Classica e Medioevale».

## Opere principali

### Didattica
- Liber memorialis. Antologia latina per la scuola media, Firenze, La Nuova Italia, 1941 (6ª ed.: 1947).
- Acropolis. Antologia greca per il ginnasio superiore, Firenze, La Nuova Italia, 1943 (6ª ed.: 1954).
- Lira ellenica. Antologia di poeti greci (Milano-Messina 1949; 3ª ed. rinnovata: 1964).
- Autori latini per la scuola media (Palermo 1952).
- Liber gradualis. Esercizi sulla morfologia con vocabolario (Milano-Messina 1952).

### Edizioni critiche
- Theocritus quique feruntur bucolici Graeci, C. G. recensuit (Romae 1946, 19552, 19933).
- (con Anna Sacconi) Inscriptiones Pyliae ad Mycenaeam aetatem pertinentes (Roma 1961) (Incunabula Graeca I)
- Aristotele, Dell'arte poetica (Milano - Roma 1974).
- Empedocle, Poema fisico e lustrale (Milano - Roma 1975).

### Saggistica
- Luciano, nella sua evoluzione artistica e spirituale (Lanciano 1932).
- "Novi Laurentiani codicis analecta", Studi bizantini e neoellenici, vol. 4, 1935.
- "Tre papiri fiorentini", Rivista di filologia e di istruzione classica, n. 3, settembre 1939.
- Appunti di letteratura greca. Callimaco, con un'appendice sul trimetro callimacheo (Città di Castello-Bari 1946).
- Cenni sulla lingua omerica, con appendice sull'esametro dattilico (Città di Castello-Bari 1946).
- La lingua dei poeti eolici, con appendice metrica (Bari-Napoli 1948).
- Storia e poesia di Lesbo nel VII-VI secolo a.C.: Alceo di Mitilene (Bari 1948).
- Theocritea («Supplementi al Bollettino dei Classici» n. 28, Roma 1999). (†)

#### Serie "Planudea"
Apparsa nel periodico Bollettino del comitato per la preparazione dell'edizione dei classici greci e latini, n.s. (= BPEC) e nella sua continuazione Bollettino dei Classici (= BollClass), entrambi pubblicati dall'Accademia Nazionale dei Lincei.
- Planudea, BPEC VII (1959), pp. 25-50.[8]
- Planudea II, BPEC VIII (1960), pp. 11-23.[9]
- Planudea III, BollClass II (1981), pp. 3-27.[10]
- Planudea IV, BollClass III (1982), pp. 63-86.[11]
- Planudea V, BollClass IV (1983), pp. 36-56.[12]
- Planudea VI, BollClass IV (1983), pp. 101-28.[13]
- Planudea VII, BollClass VIII (1987), pp. 96-128.[14]
- Planudea VIII, BollClass X (1989), pp. 3-16.[15]
- Planudea IX, BollClass X (1989), pp. 49-69.[16]
- Planudea X, BollClass XI (1990), pp. 78-103.[17]